# Kwon Eun-Kyung
Kwon Eun-Kyung (10 de julio de 1985) es una deportista surcoreana que compitió en taekwondo.
Ganó una medalla en el Campeonato Mundial de Taekwondo de 2009, y dos medallas en el Campeonato Asiático de Taekwondo en los años 2006 y 2008. En los Juegos Asiáticos consiguió dos medallas en los años 2006 y 2010.

## Palmarés internacional
| Campeonato Mundial  | Campeonato Mundial     | Campeonato Mundial | Campeonato Mundial |
| Año                 | Lugar                  | Medalla            | Categoría          |
| ------------------- | ---------------------- | ------------------ | ------------------ |
| 2009                | Copenhague (Dinamarca) | Medalla de bronce  | –53 kg             |
| Juegos Asiáticos    |                        |                    |                    |
| Año                 | Lugar                  | Medalla            | Categoría          |
| 2006                | Doha (Catar)           | Medalla de oro     | –51 kg             |
| 2010                | Cantón (China)         | Medalla de bronce  | –53 kg             |
| Campeonato Asiático |                        |                    |                    |
| Año                 | Lugar                  | Medalla            | Categoría          |
| 2006                | Bangkok (Tailandia)    | Medalla de oro     | –51 kg             |
| 2008                | Luoyang (China)        | Medalla de bronce  | –51 kg             |